# Rodrigo Lima
Rodrigo Lima (* 16. Mai 2003) ist ein portugiesischer Leichtathlet, der sich auf den Mittelstreckenlauf spezialisiert hat. In Portugal startet er für seinen Verein Sporting Lissabon.

## Sportliche Laufbahn
Erste internationale Erfahrungen sammelte Rodrigo Lima bei den Crosslauf-Europameisterschaften 2022 in Turin, bei denen er nach 18:51 min auf dem 51. Platz im U20-Rennen landete. Bei den Crosslauf-Europameisterschaften 2024 in Antalya belegte er in 19:04 min den neunten Platz in der Mixed-Staffel. 
2023 wurde Lima portugiesischer Meister in der 4-mal-400-Meter-Staffel.

## Persönliche Bestleistungen
- 800 Meter: 1:49,84 min, 30. Juli 2023 in Braga
  - 800 Meter (Halle): 1:51,62 min, 4. Februar 2023 in Pombal
- 1500 Meter: 3:43,52 min, 29. Juni 2024 in Coimbra
  - 1500 Meter (Halle): 3:50,38 min, 18. Februar 2023 in Pombal